# Wilczy Groń (Ujsoły)
Wilczy Groń (663,5 m) – wzgórze w północno-zachodnim grzbiecie Kiczory w Beskidzie Żywiecko-Orawskim (w Grupie Lipowskiego Wierchu i Romanki). Znajduje się w długim, niskim i wąskim grzbiecie odbiegającym od Kiczory i poprzez Wilczy Groń ciągnącym się po Cząpel. Grzbiet ten oddziela dolinę Wody Ujsolskiej od doliny Nickuliny – jej dopływu.
Wilczy Groń jest niemal całkowicie bezleśny, zajęty przez pola miejscowości Ujsoły w województwie śląskim, w powiecie żywieckim, w gminie Ujsoły. Względna wysokość nad dnem Soły wynosi około 100 m. Nazwa groń jest pochodzenia wołoskiego i oznacza wyniosły brzeg rzeki lub grzbiet między dwoma strumieniami – to drugie znaczenie tego słowa dobrze pasuje, istotnie bowiem Wilczy Groń to grzbiet między rzeką i jej dopływem.
W Beskidzie Zywiecko-Orawskim jest jeszcze drugi Wilczy Groń – w miejscowości Złatna.